# Wilhelm Rettich
Wilhelm Rettich   (Leipzig, 3 de juliol de 1892 - Sinzheim, 27 de desembre de 1988) va ser un compositor i director d'orquestra alemany.

## Biografia
El pare de Wilhelm Rettich provenia de Tarnaw (Galícia) i era un comerciant a Leipzig. La seva mare, que va néixer a la zona de Riga, provenia de la família Idelsohn. Això inclou Abraham Zevi Idelsohn, que va ser un dels col·leccionistes i exploradors més importants de la música hebrea. A l'edat de 17 anys, Rettich va ser acceptat al Conservatori de Leipzig, on va estudiar composició amb Max Reger, piano amb Karl Wendling i direcció amb Hans Sitt. El 1912 es va convertir en un correpetitor amb Otto Lohse al ""Stadttheater Leipzig", llavors Kapellmeister al "Stadttheater Wilhelmshaven".
Durant la Primera Guerra Mundial, Rettich es va convertir en presoner de guerra rus el 1914 i va passar diversos anys en camps de Sibèria. Allà va fundar una orquestra de presoners i va escriure una òpera, que després es va estrenar anys més tard, el 1928 a Szczecin. Després de la Revolució d'Octubre de 1917, va ser alliberat i va viure durant algun temps a la ciutat russa de Txità. El 1920 va anar a la Xina i va treballar breument com a professor de música a Tientsin. Via Shanghai, Trieste i Viena va tornar a Leipzig, on va tornar al "Stadttheater". Altres estacions van ser de 1924 Plauen, Stolp, Königsberg, Bremerhaven i Szczecin. A partir de 1928 va treballar per al "Mitteldeutscher Rundfunk" AG (MIRAG), on va compondre música de ràdio i va dirigir lOrquestra Simfònica de la Ràdio de Leipzig. El 1930/31 es va traslladar a Berlín, va treballar al "Schillertheater" i va dirigir el Rundfunk-Sinfonieorchester Berlin.
Des del principi, després que els nazis van prendre el poder, Wilhelm Rettich va decidir emigrar a causa de la prohibició de la seva professió, que se li va imposar com a jueu i pacifista; va ser acceptat i protegit als Països Baixos. Aquí va adoptar la versió holandesa del seu primer nom "Willem", va treballar per primera vegada a Amsterdam i des de 1934 va ensenyar al "Haarlem Muziek Instituut". Després de la invasió de les tropes alemanyes el 1940, inicialment va poder treballar com a professor de música privada i organitzar concerts a casa, des de 1942 va viure aïllat en un amagatall subterrani. El seu germà petit i la seva mare van ser traïts, deportats i assassinats el 1943.
Va sobreviure a l'ocupació i a la guerra. En els anys posteriors a 1945 es va convertir en ciutadà neerlandès i va treballar a La Haia i Amsterdam per a la companyia de ràdio VARA i com a director de l'òpera Hoofdstad. El 1964 va tornar a Alemanya i es va establir a Baden-Baden. Va ser guardonat amb la Creu Federal del Mèrit.

## Treball
Les nombroses obres de Wilhelm Rettich inclouen simfonies (per exemple. Sinfonia Giudaica op. 53), una òpera (King Tod op. 11), un concert per a violí (op. 51), cantates (Lettisches Liederspiel op. 65, Fluch des Krieg op. 10), obres per a orquestres simfòniques i moltes cançons i cors (entre d'altres Cors de sinagoga per a cors mixtos op. 63a).